# フットボールス・アルスヴェンスカン1971
フットボールス・アルスヴェンスカン 1971 は、スウェーデン最上位サッカーリーグの第47シーズン目である。マルメFFが9回目の優勝を決め、通算9回目のスヴェンスカ・メスタレ・イ・フットボールとなった。前半戦は4月12日から6月30日まで、後半戦は8月14日から10月24日まで行われた。

## 順位表
| 順 | チーム               | 試 | 勝 | 分 | 敗 | 得 | 失 | 差  | 点 | 出場権または降格                       |
| -- | -------------------- | -- | -- | -- | -- | -- | -- | --- | -- | -------------------------------------- |
| 1  | マルメFF (C)         | 22 | 12 | 6  | 4  | 46 | 22 | +24 | 30 | UEFAチャンピオンズカップ 1972-73出場   |
| 2  | オートヴィダバリスFF | 22 | 10 | 8  | 4  | 43 | 20 | +23 | 28 | UEFAカップ 1972-73出場                 |
| 3  | IFKノールシャーピン  | 22 | 8  | 10 | 4  | 23 | 15 | +8  | 26 | UEFAカップ 1972-73出場                 |
| 4  | ジュールゴーデンスIF | 22 | 11 | 4  | 7  | 32 | 27 | +5  | 26 |                                        |
| 5  | オルグリーテIS       | 22 | 6  | 10 | 6  | 29 | 28 | +1  | 22 |                                        |
| 6  | ランズクローナBoIS   | 22 | 5  | 12 | 5  | 22 | 25 | −3  | 22 | UEFAカップウィナーズカップ 1972-73出場 |
| 7  | AIK                  | 22 | 8  | 6  | 8  | 26 | 38 | −12 | 22 |                                        |
| 8  | オレブルーSK         | 22 | 7  | 7  | 8  | 20 | 25 | −5  | 21 |                                        |
| 9  | エステシュIF         | 22 | 5  | 10 | 7  | 26 | 24 | +2  | 20 |                                        |
| 10 | ハンマルビーIF       | 22 | 6  | 7  | 9  | 22 | 27 | −5  | 19 |                                        |
| 11 | IFエルフスボリ (R)   | 22 | 6  | 2  | 14 | 20 | 34 | −14 | 14 | ディヴィショーン・トヴォー1972降格     |
| 12 | IFKルーレオー (R)    | 22 | 4  | 6  | 12 | 20 | 44 | −24 | 14 | ディヴィショーン・トヴォー1972降格     |

1. ↑  スヴェンスカ・クッペン・イ・フットボール1971/1972（スウェーデン語版）優勝による出場

## 得点ランキング
- 17点: ローランド・サンドバリ, オートヴィダバリスFF
- 13点: ボー・ラーション（スウェーデン語版）, マルメFF
- 9点: ソンニ・ヨーワンソン（スウェーデン語版）, ランズクローナBoIS

## 観客動員数

### 動員数上位試合
- 29 189: AIK–ハンマルビーIF 1–0, ロースンダ・スタディオン 1971年8月24日
- 27 608: ハンマルビーIF–AIK 2–0, ロースンダ・スタディオン 1971年5月21日
- 26 014: ユールゴーデンスIF–AIK 1–2, ロースンダ・スタディオン 1971年6月3日

### 平均動員数上位クラブ
- 16 383: マルメFF
- 13 018: ハンマルビーIF
- 11 136: AIK

## スヴェンスカ・メスタレ
マルメFFの選手・スタッフ。

監督: アントニオ・ドゥラーン
- コンニー・アンデション（スウェーデン語版）
- ローランド・アンデション（スウェーデン語版）
- ロイ・アンデション（スウェーデン語版）
- トミイ・アンデション（スウェーデン語版）
- フレッディ・フォーシュルンド
- ニルス・ヒュールト（スウェーデン語版）
- クリストテル・ヤーコブソン
- ハリイ・ヨーンソン（スウェーデン語版）
- ウルフ・クレアンデル
- クリステル・クリステンソン（スウェーデン語版）
- ボー・ラーション（スウェーデン語版）
- クート・オルスバリ（スウェーデン語版）
- スタッファン・タッペル（スウェーデン語版）